# Miloš Milisavljević
Miloš Milisavljević (serb. cyr. Милош Милисављевић, ur. 26 października 1992 w Valjevie) – serbski piłkarz występujący na pozycji pomocnika w serbskim klubie FK Kolubara.

## Sukcesy

### Klubowe
TSC Bačka Topola
- Mistrz Prvej ligi: 2018/2019